# ماهاتسینجو است
ماهاتسینجو است (به لاتین: Mahatsinjo Est) یک منطقهٔ مسکونی در ماداگاسکار است که در آریوونیمامو (بخش) واقع شده‌است.
 ماهاتسینجو است  ۳٬۰۰۰ نفر جمعیت دارد و ۲٬۰۳۸ متر بالاتر از سطح دریا واقع شده‌است.